# Sant Joan (Isil)

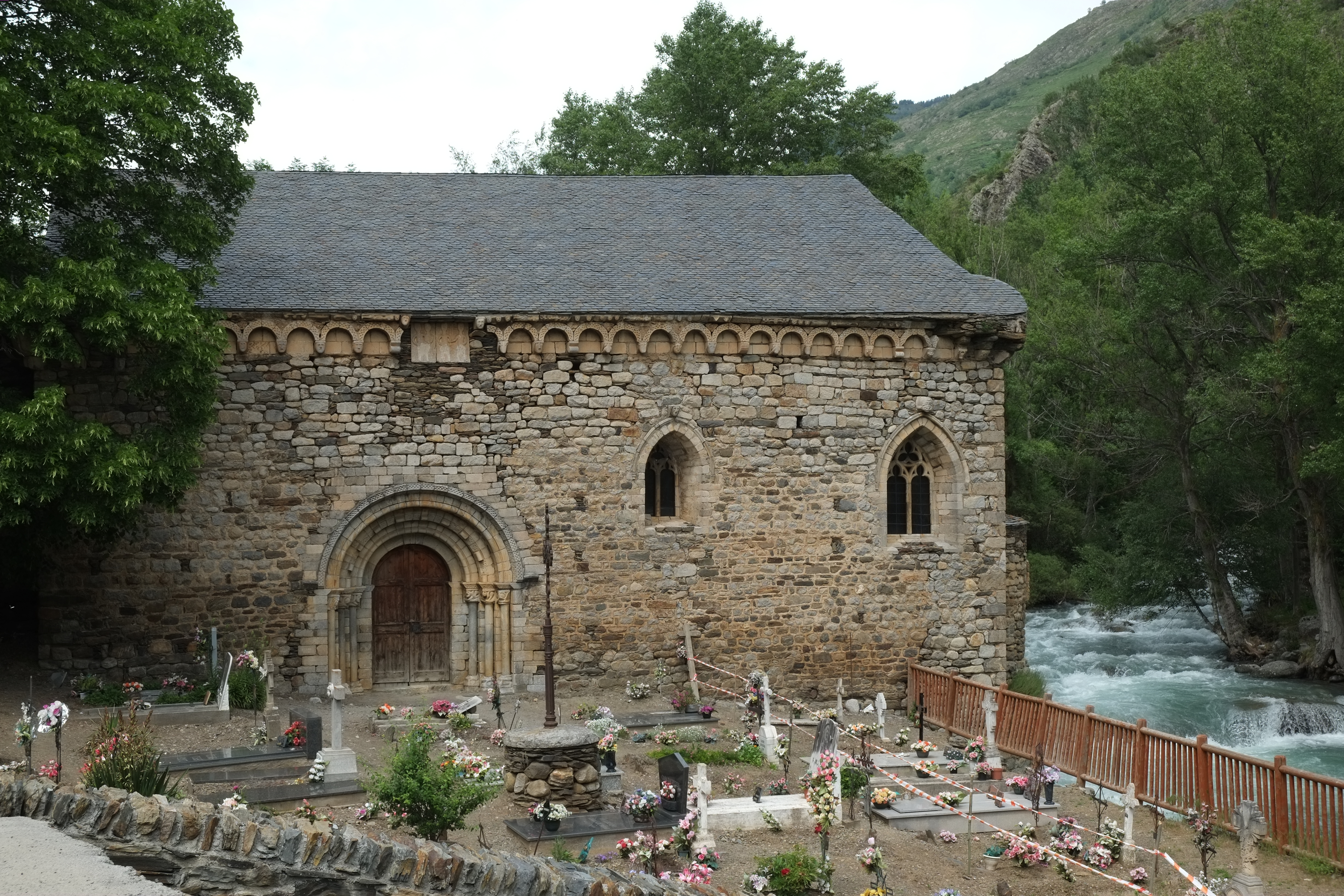
Kirche Sant Joan

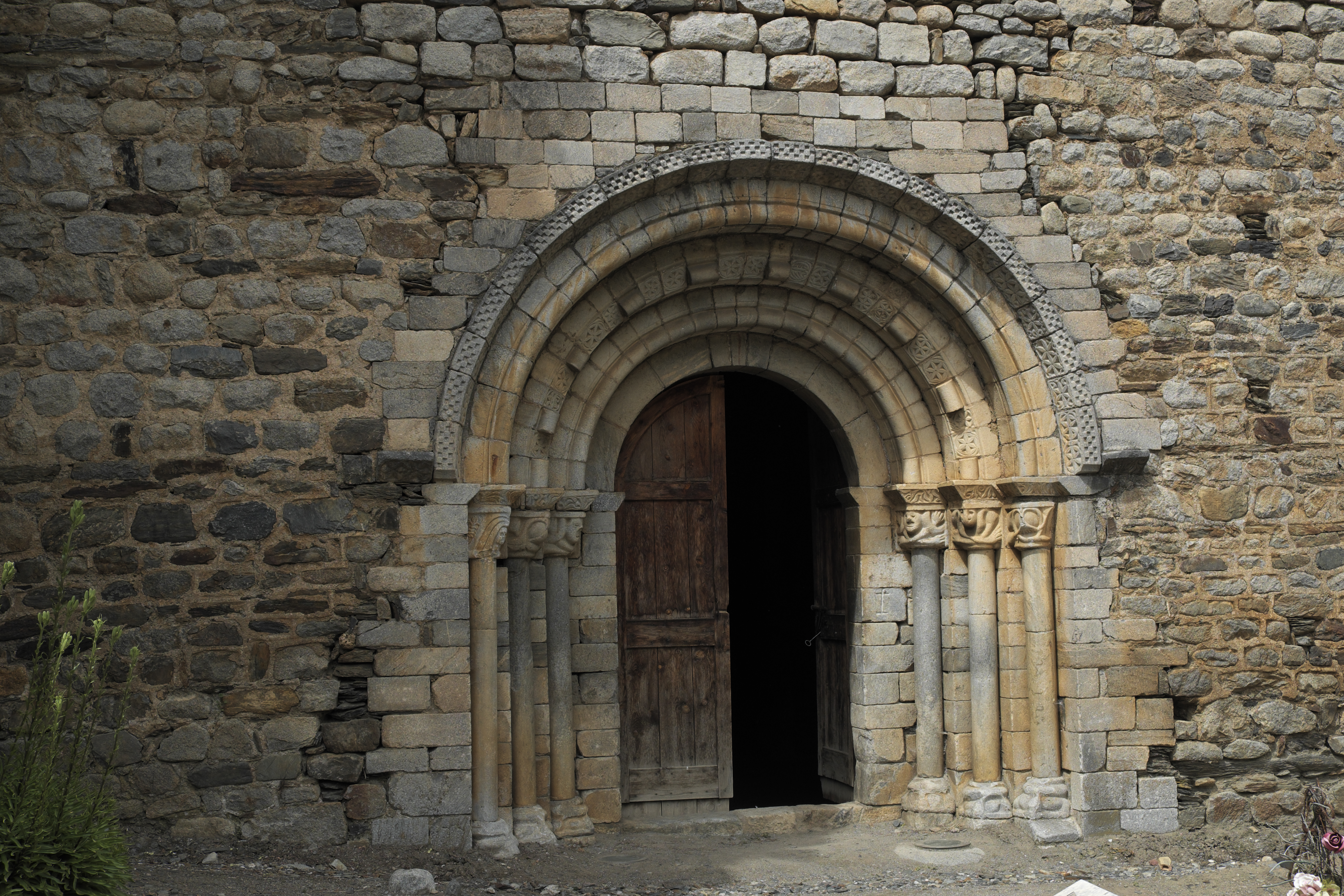
Portal

Die Kirche Sant Joan war ehemals die Pfarrkirche von Isil, einem Ort der Gemeinde Alt Àneu in der Provinz Lleida der spanischen Autonomen Region Katalonien. Die im 11. oder 12. Jahrhundert im lombardisch-katalanischen Baustil errichtete Kirche liegt außerhalb des Ortes am Ufer des Noguera Pallaresa und wird heute als Friedhofskirche genutzt. Die Südseite der Kirche ist mit zahlreichen Reliefs und Konsolen verziert und besitzt ein Stufenportal mit reichem Skulpturenschmuck. 1998 wurde die Kirche zum Baudenkmal (Bien de Interés Cultural) erklärt.

## Geschichte
Bereits in der aus dem späten 9. Jahrhundert stammenden Einweihungsurkunde der Kathedrale Santa María in La Seu d’Urgell wird in Isil eine Kirche als Besitz des Bistums Urgell erwähnt. Die romanische Kirche diente bis zum Bau einer neuen, im 16. Jahrhundert errichteten Kirche im Ortskern von Isil als Pfarrkirche. Wie ein Verzeichnis aus dem Jahr 1566 belegt, gehörte die Kirche ehemals zu einer Kommende des Johanniter-Ordens. Heute untersteht Isil der Pfarrei Esterri d’Àneu.

## Architektur
Die Kirche ist als dreischiffige Basilika angelegt. Das Langhaus gliedern Pfeiler mit Halbsäulen, auf denen die Gurtbögen des Tonnengewölbes aufliegen. Im Osten schließen sich drei halbrunde Apsiden an, deren Außenmauern mit Lisenen und Blendarkaden verziert sind. Die Hauptapsis wird von drei schmalen Fenstern durchbrochen, die beiden seitlichen Apsiden besitzen je ein Fenster. Die Apsiden ruhen auf mehreren Schichten unregelmäßig behauener Steine, die auf Felsen errichtet wurden, die bis in das Flussbett ragen.

## Portal
An der Südseite öffnet sich ein romanisches Rundbogenportal, dessen Archivolten auf sechs Säulen mit figürlichen Kapitellen aufliegen. Die äußere Archivolte weist einen Schachbrettfries auf, die mittlere ist mit kleinen Rosetten verziert. Auf zwei Kapitellen sind menschliche Köpfe und ineinander verschränkte Arme zu erkennen, auf einem Kapitell stehen sich zwei Vögel mit langen Hälsen gegenüber, auf einem anderen Kapitell windet sich ein schlangenartiges Wesen, ein weiteres Kapitell stellt einen menschlichen Kopf mit feinen Gesichtszügen und üppiger Haartracht dar.

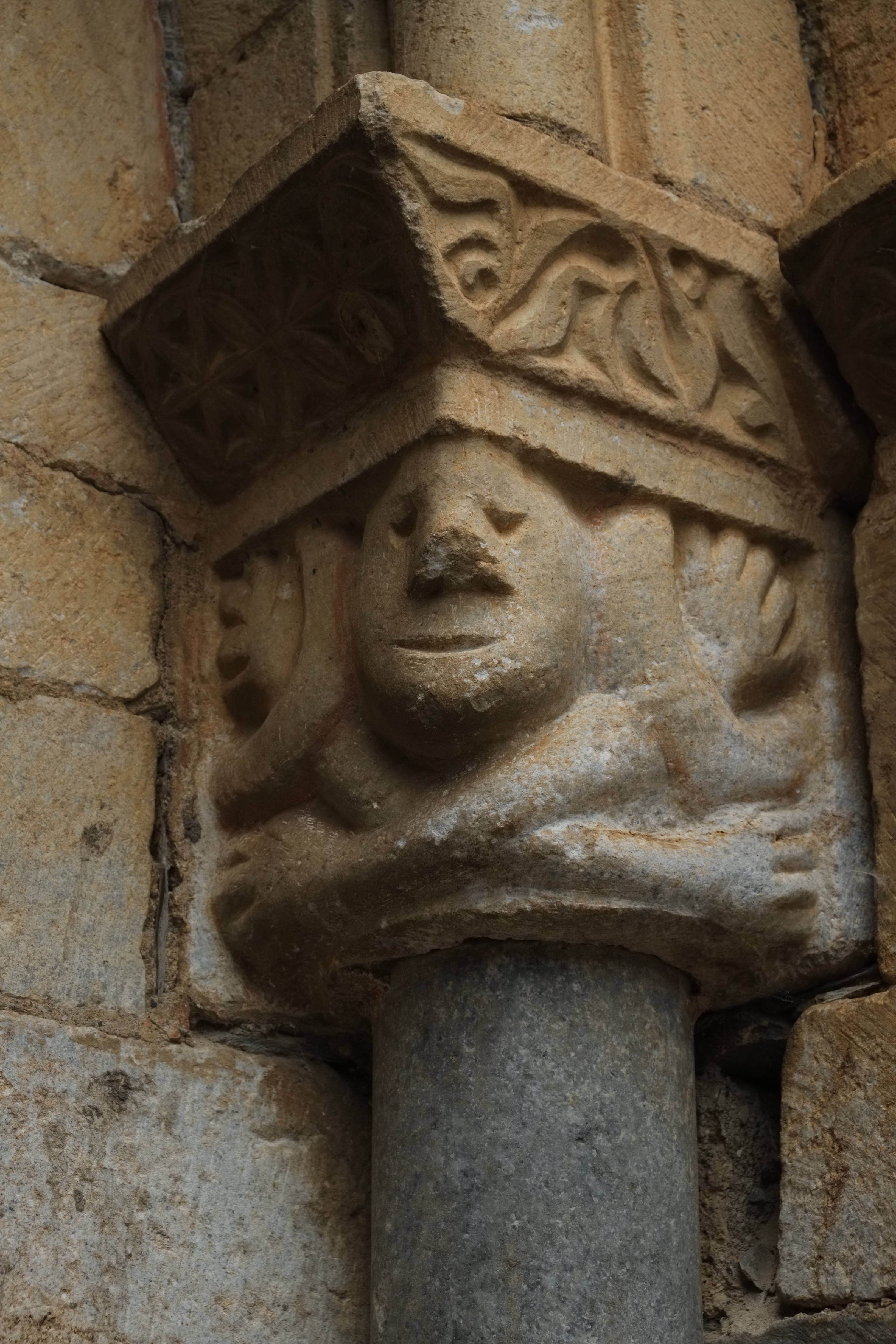
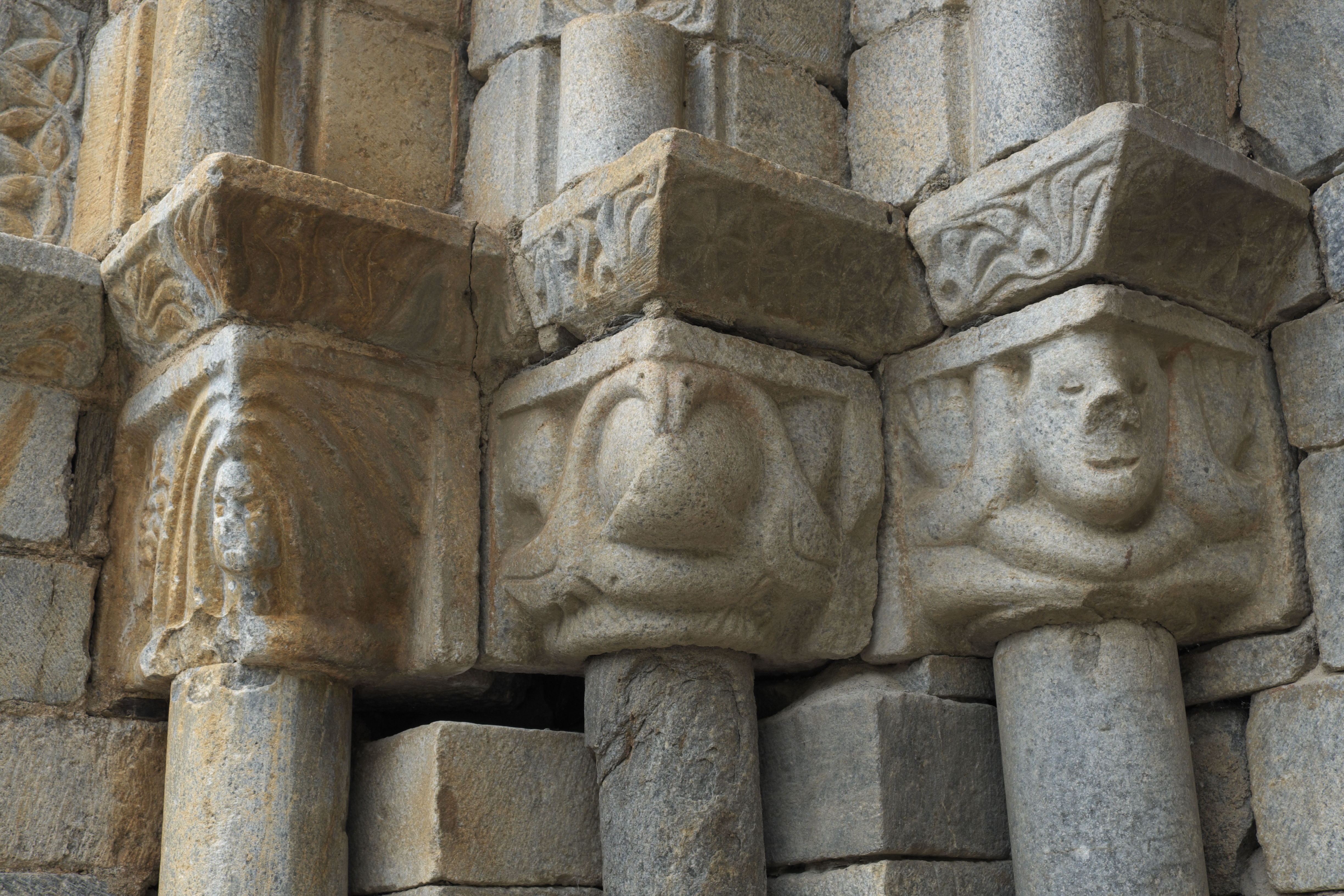
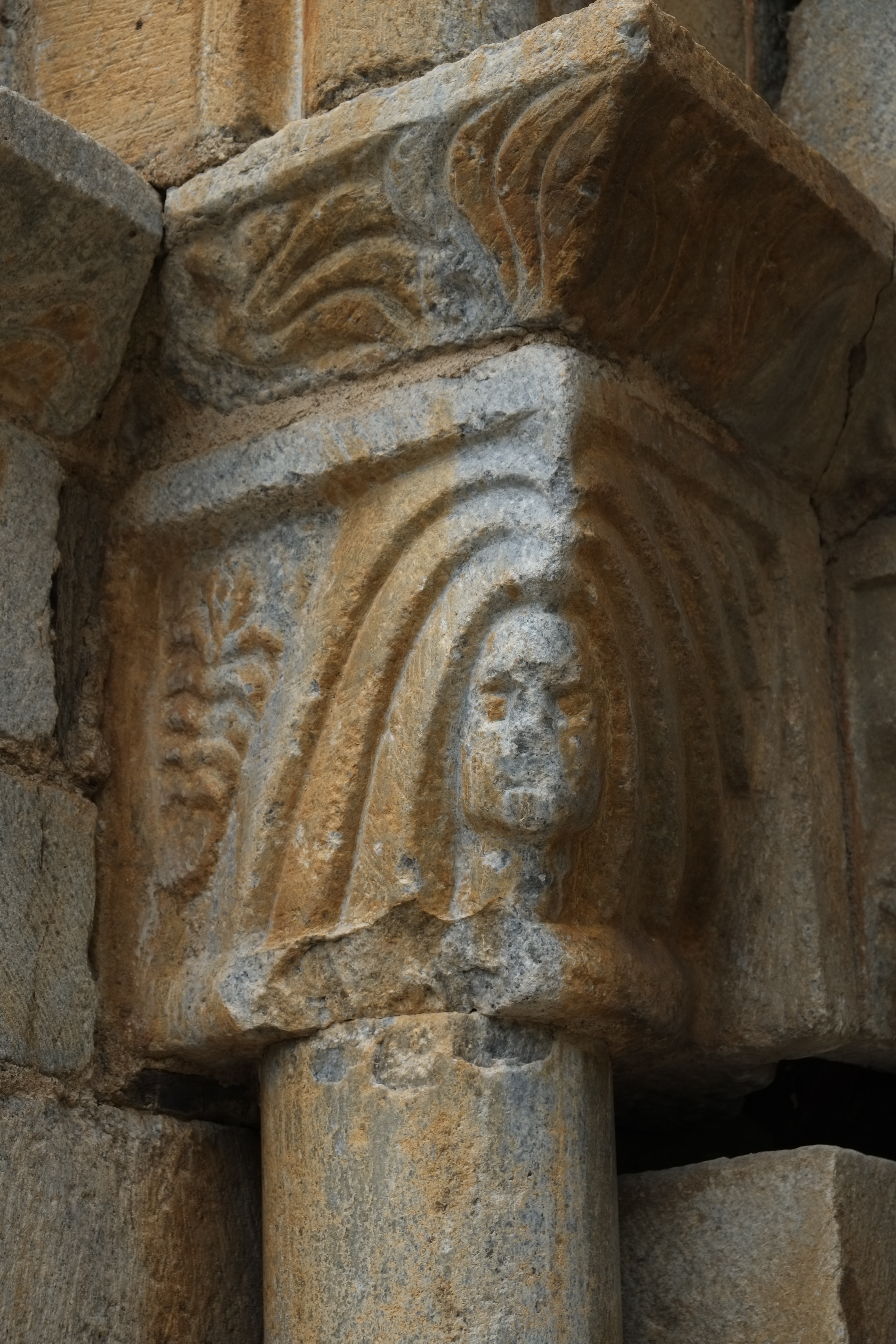

## Skulpturenschmuck

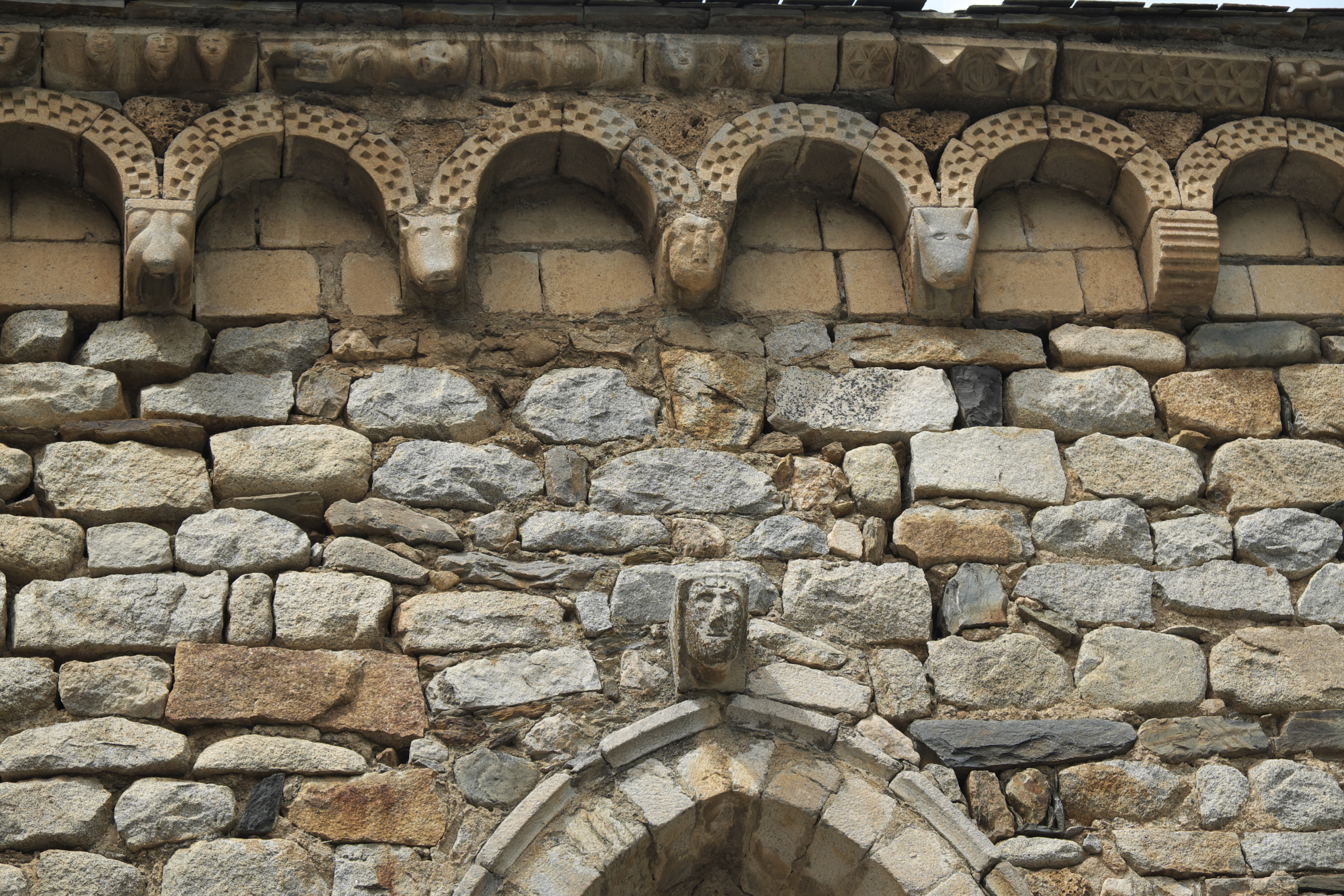
Kragsteine

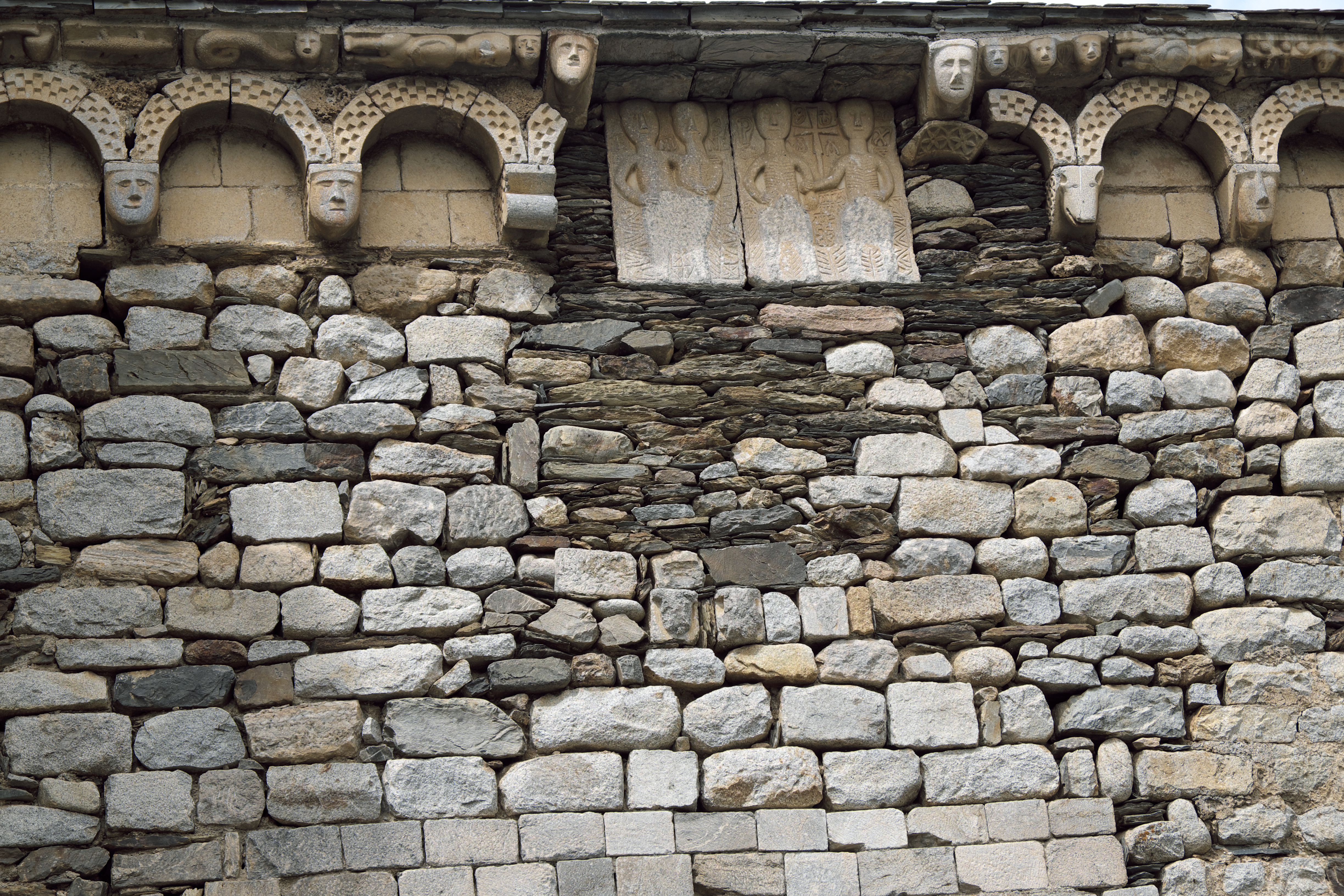
Südfassade

Unter dem Dachansatz sind Steinplatten angeordnet, die mit Reliefdarstellungen von Tieren, liegenden Figuren und menschlichen Köpfen versehen sind. Darunter verläuft ein Blendbogenfries, der auf Kragsteinen aufliegt, die ebenfalls mit Köpfen von Menschen und Tieren skulptiert sind. Auf der Höhe des Portals wird der Fries von zwei Relieftafeln unterbrochen. Auf beiden Tafeln sind zwei Personen dargestellt. Auf der linken Tafel legt eine Person ihren Arm um die andere, auf der rechten Tafel hält eine Person die andere am Arm. Zwischen diesen beiden Figuren ist auf Kopfhöhe ein Kreuz dargestellt. Auf beiden Tafeln sind einzelne Buchstaben zu erkennen, deren Sinn allerdings nicht entschlüsselt ist. Über den beiden gotischen Spitzbogenfenstern der Südfassade sind wiederverwendete Kragsteine verbaut. Einer trägt eine Fratze, der andere ein menschliches Gesicht.

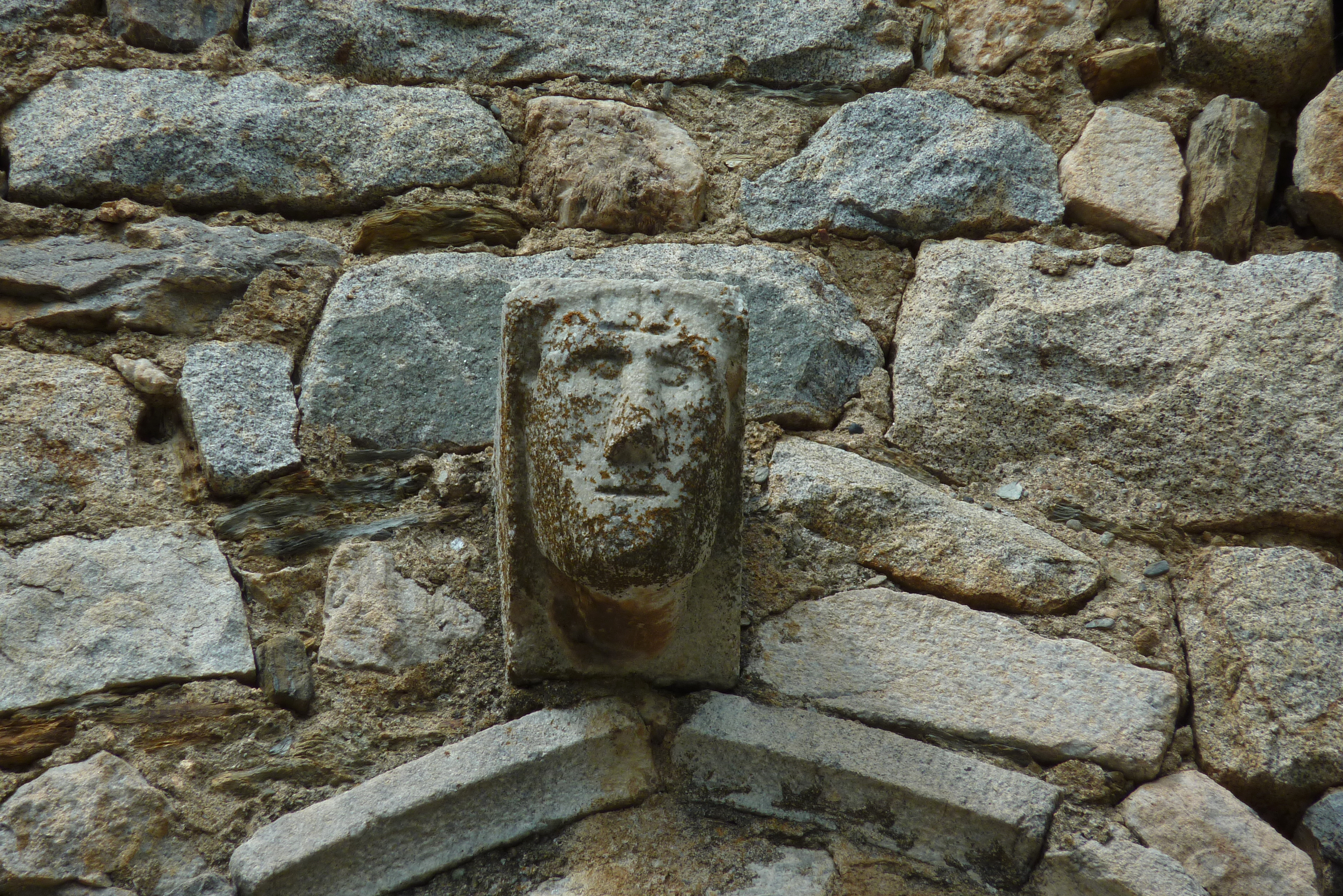
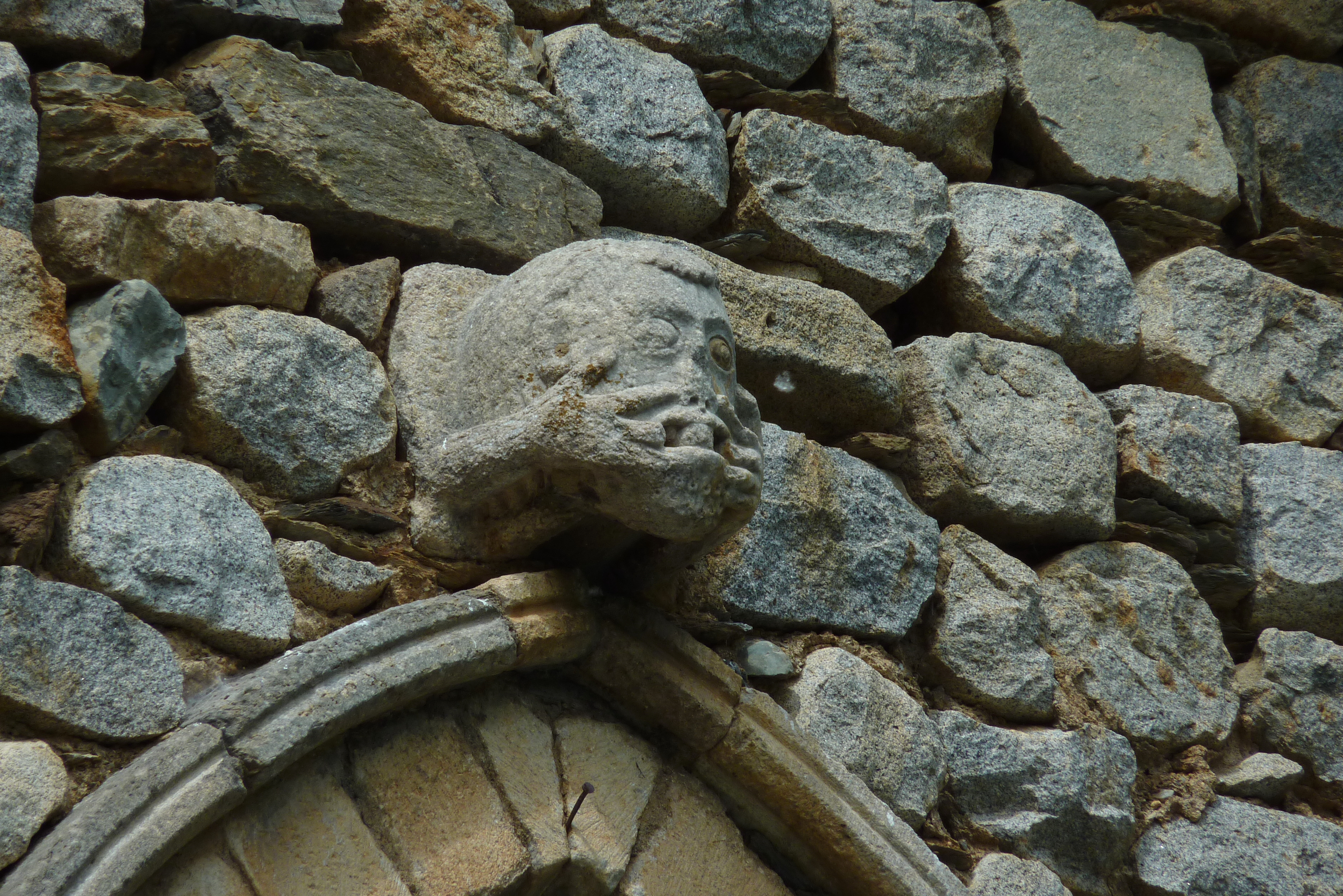
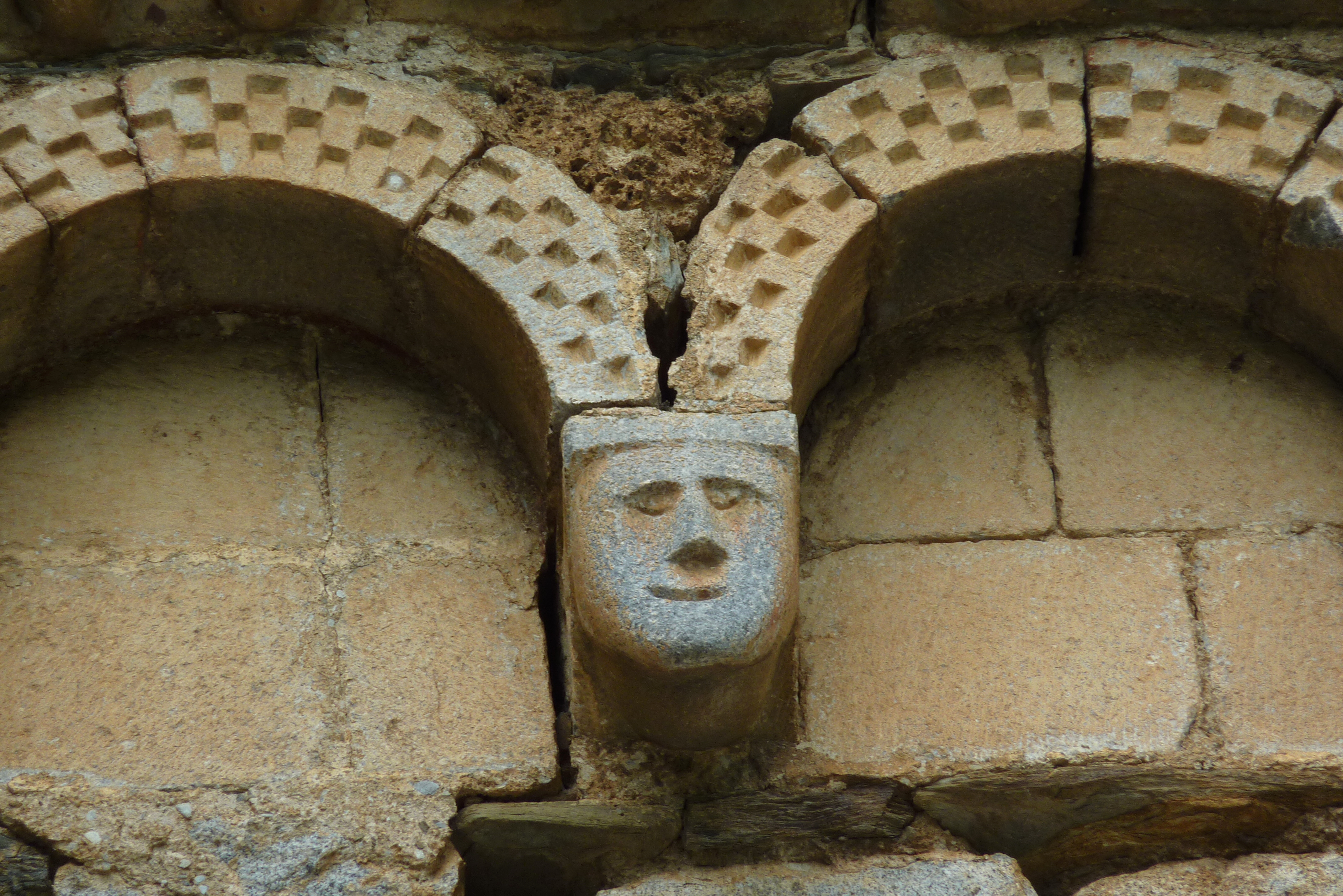
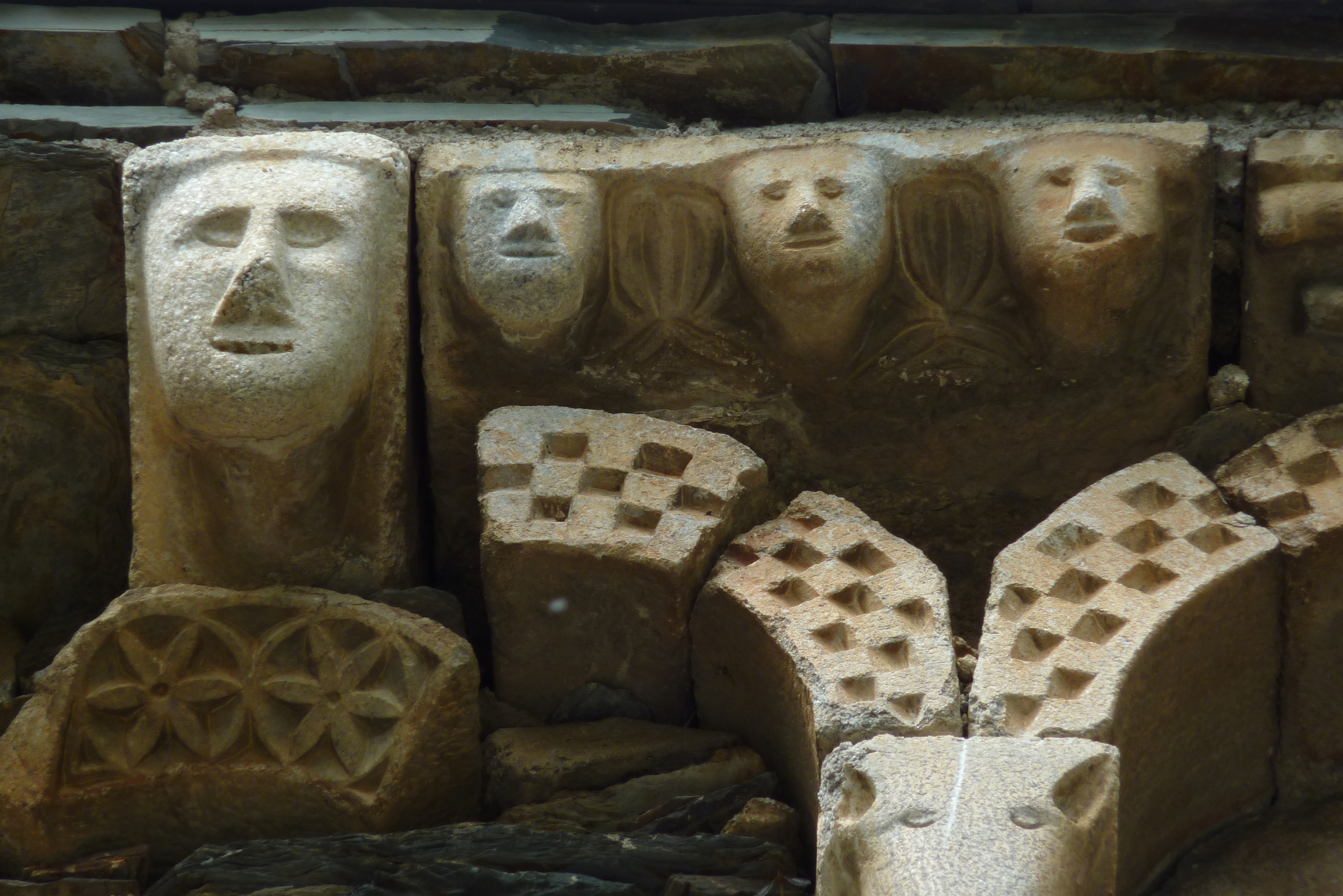